# Jacques Hanegraaf
Jacques Hanegraaf (Rijsbergen, 14 dicembre 1960) è un ex ciclista su strada e dirigente sportivo olandese.
Corridore adatto alle corse in linea vinse la Parigi-Bruxelles 1982, la Amstel Gold Race 1984 e due edizioni dei Campionati olandesi di ciclismo su strada, rispettivamente nel 1981 e nel 1985

## Carriera
Dopo aver fatto parte, nel 1980, della selezione olandese ai Giochi della XXII Olimpiade a Mosca, dove partecipò sia alla prova in linea che a quella della 100 km a squadre, passò professionista nello stesso anno.
Nella stagione successiva vinse i campionati olandesi davanti all'ex campione del mondo su strada Gerrie Knetemann e al futuro campione del mondo di ciclocross Adrie van der Poel. Nel 1982 si aggiudicò la prima classica della sua carriera vincendo la Parigi-Bruxelles, corsa delle due capitali. In quell'anno vinse anche il Gran Premio del Canton Argovia, semi-classica svizzera, e fu ottavo alla Parigi-Tours. Mentre l'anno seguente arrivò ai piedi del podio sia all'Amstel Gold Race che ai campionati nazionali.
Nel 1984 colse la sua seconda affermazione in una grande classica aggiudicandosi l'Amstel Gold Race. Fu questa la stagione anche della sua prima partecipazione al Tour de France, in cui non raccolse successi ma alcuni piazzamenti: fu terzo nella quarta tappa e secondo nella ventunesima; inoltre primeggiò nella speciale classifica degli sprint intermedi.
Il 1985 lo vide protagonista soprattutto nelle corse in linea del nord europa: secondo alla Omloop Het Volk dietro Eddy Planckaert, ottavo alla Gand-Wevelgem, quinto alla Binche-Tournai-Binche, sesto alla Veenendaal-Veenendaal.
Seguirono stagioni in tono minore, in cui comunque non mancarono successi e piazzamenti anche se in corse di minor risalto e in criterium e kermesse, fra cui va segnalata nel 1992 la Veenendaal-Veenendaal.

## Palmarès
- 1979 (Junior)

Campionati olandesi Junior, Prova in linea
- 1980 (Amsterdamse Renners Club Ulysses, tre vittorie)

Ronde van Midden-Nederland
6ª tappa Ronde van Kempen
Classifica generale Omloop van Zeeuws-Vlaanderen (dilettanti)
- 1981 (TI-Raleigh-Creda, una vittoria)

Campionati olandesi, Prova in linea
- 1982 (TI-Raleigh-Campagnolo, due vittorie)

Parigi-Bruxelles
Gran Premio del Canton Argovia
- 1983 (TI-Raleigh-Campagnolo, tre vittorie)

3ª tappa, 1ª semitappa Setmana Catalana (Organyà > Les Borges Blanques)
1ª tappa Étoile de Bessèges
3ª tappa, 2ª semitappa Étoile de Bessèges
- 1984 (Kwantum Hallen-Decosol-Yoko, tre vittorie)

Amstel Gold Race
Dwars door Meerssen
2ª tappa Giro dei Paesi Bassi (Breda > L'Aia)
- 1985 (Kwantum Hallen-Decosol-Yoko, tre vittorie)

Campionati olandesi, Prova in linea
Ronde van Friesland
3ª tappa Giro dei Paesi Bassi (L'Aia > Zundert)
- 1988 (Superconfex-Yoko, due vittorie)

6ª tappa, 2ª semitappa Volta Ciclista a Catalunya (Tremp > Lleida)
6ª tappa Tour of Britain (Londra > Città di Westminster)
- 1989 (TVM-Van Schilt, una vittoria)

8ª tappa Tour of the European Community
- 1992 (Panasonic-Sportlife, una vittoria)

Veenendaal-Veenendaal

### Altri successi
- 1981 (TI-Raleigh-Creda)

Maastricht-Amby (Criterium)
Regenboogkoers - Criterium di 's heerenhoek
Criterium di Maastricht
- 1982 (TI-Raleigh-Campagnolo)

Criterium di Galder
- 1983 (TI-Raleigh-Campagnolo)

Kermesse di Zwevezele
- 1984 (Kwantum Hallen-Decosol-Yoko)

Classifica sprint Tour de France
Acht van Chaam (Criterium)
Ronde van Made (Criterium)
Criterium d'Ede
Criterium di Diemen
Criterium di Zuiddorpe
Rotterdam (Derny)
- 1985 (Kwantum Hallen-Decosol-Yoko)

Zuiderzee derny tour (Derny)
Criterium di Breda
- 1987 (Superconfex-Kwantum Hallen-Yoko)

Kermesse di Zwevezele
- 1988 (Superconfex-Yoko)

Ronde van Made (Criterium)
Circuit de la Vallée de la Lys
Omloop Leiedal
- 1989 (TVM-Van Schilt)

Grand Prix de la Libération (Cronosquadre)
- 1992 (Panasonic-Sportlife)

Kermesse di Helchteren
Malderen

## Piazzamenti

### Grandi Giri
- Giro d'Italia

1990: ritirato
- Tour de France

1984: 101º
1988: 119º
1989: 129º
- Vuelta a España

1991: fuori tempo massimo

### Classiche monumento
- Milano-Sanremo

1989: 88º
1990: 97º
1992: 126º
- Giro delle Fiandre

1982: 34º
1984: 11º
1987: 62º
1990: 47º
1992: 97º
1993: 86º
- Parigi-Roubaix

1984: 7º
1989: 8º
1992: 26º
- Liegi-Bastogne-Liegi

1984: 37º
- Giro di Lombardia

1982: 32º

### Competizioni mondiali
- Campionati del mondo

Praga 1981 - In linea: ritirato
Barcellona 1984 - In linea: ritirato
Giavera del Montello 1985 - In linea: ritirato
- Giochi olimpici

Mosca 1980 - In linea: 15º
Mosca 1980 - Cronosquadre: 15º